# Kleinothraupis
Kleinothraupis (лат.) — род воробьиных птиц из семейства танагровых. Представители рода распространены в горных лесах Южной Америки.

## Таксономия и классификация
Пять видов, которые сейчас относят к этому роду, ранее включали в род Hemispingus. Молекулярно-филогенетическое исследование, опубликованное в 2014 году, показало, что род Hemispingus является полифилетическим. В рамках последующей реорганизации эти пять видов были отнесены к новому роду Kleinothraupis, с Kleinothraupis atropileus в качестве типового вида.
В состав рода включают пять видов:
- Kleinothraupis reyi — Серошапочный хемиспингус
- Kleinothraupis atropileus — Черношапочный хемиспингус
- Kleinothraupis auricularis
- Kleinothraupis calophrys
- Kleinothraupis parodii — Кустарниковый хемиспингус